# Juan Antonio Beistegui Arrospide
Juan Antonio Beistegui Arrospide (* 24. Juni 1778 in Arrasate; † 1865 in Mexiko-Stadt) war ein mexikanischer Unternehmer.

## Leben
In seiner Jugend emigrierte er nach Mexiko. Er heiratete Paula García. Er eröffnete 1830 mit seinen erwachsenen Söhnen das Handelshaus Juan Antonio Béistegui e Hijos in Guanajuato (Stadt). Bis 1838 trieb er Handel mit dem Agrargebiet Bajío zur Versorgung des Minengebietes San Luis Potosí (Stadt) im Norden.
Ein Enkel von Juan Antonio Beistegui Arrospide war Carlos de Beistegui.